# Karangkobar (ville)
Karangkobar est une ville indonésien du kecamatan (canton) de Karangkobar, kabupaten (département) de Banjarnegara, province de Java central.